# Chant des ouvriers
Le Chant des ouvriers est un chant composé en 1846 par Pierre Dupont pour les paroles et la musique.

## Interprètes
- Pierre Dupont
- Darcier
- Aumônier
- Marcel Clément
- Chorale populaire de Paris, en 1936
- Marc Ogeret, en 1968, Album CD Autour de la Commune, 1994, Compilation, Florilège de la Chanson Populaire française, Disques Vogue.
- Armand Mestral en 1971. Réédition 1988, album La Commune en chantant, disc AZ.
- Rosalie Dubois en 1981.
- Francesca Solleville en 1972, album Le chant des ouvriers - Ballades et complaintes syndicalistes, 33 tours (album collectif) - Label :  BAM LD 5809/10. Arrangements et direction d'orchestre Jean Musy, gaby Wagenheim.